# Moe Dunford
Moe Dunford (* 11. Dezember 1987 in Dungarvan) ist ein irischer Schauspieler, der vor allem für seine Rolle als Æthelwulf in der Fernsehserie Vikings bekannt ist.

## Biografie
Dunford begann seine Schauspielkarriere 2010 bei The Tudors. Danach trat er in vielen Filmen und Fernsehproduktionen wie beispielsweise An Crisis und Game of Thrones auf. Seine bemerkenswertesten Rollen sind die des Æthelwulf in Vikings und des Patrick Fitzgerald in Patrick’s Day.

## Filmografie (Auswahl)

### Film
- 2014: Patrick’s Day
- 2015: Leave
- 2015: Traders
- 2016: The Flag
- 2016: Handsome Devil
- 2017: Michael Inside
- 2017: The Lodgers – Zum Leben verdammt (The Lodgers)
- 2018: Black 47 (Black ’47)
- 2018: The Dig
- 2018: Rosie
- 2020: Knuckledust
- 2022: Texas Chainsaw Massacre

### Fernsehen
- 2010: The Tudors
- 2012: Game of Thrones
- 2013: Raw
- 2013: An Crisis
- 2013: Bollywood to Hollywood
- 2014–2018: Vikings
- 2022: The Head

## Auszeichnungen (Auswahl)
- 2014: Cork Film Festival: International
- 2014: Hell’s Half Mile Film & Music Festival: Best Actor in a Lead Role - Film
- 2015: Internationale Filmfestspiele Berlin: EFP Shooting Stars Award, Ireland.
- 2015: Irish Film & Television Academy: Best Actor in a Lead Role - Film
- 2016: Irish Film & Television Academy: Actor in a Supporting Role in Drama[1]